# Grande Prêmio dos Estados Unidos de 2011 (MotoGP)
O Grande Prêmio da MotoGP dos Estados Unidos de 2011 ocorreu em 24 de julho.

## Resultados

### Classificação MotoGP
| Pos | Piloto           | Equipe                   | Moto   | Tempo     | Pontos |
| --- | ---------------- | ------------------------ | ------ | --------- | ------ |
| 1   | Casey Stoner     | Repsol Honda Team        | Honda  | 43'52.145 | 25     |
| 2   | Jorge Lorenzo    | Yamaha Factory Racing    | Yamaha | +5.634    | 20     |
| 3   | Dani Pedrosa     | Repsol Honda Team        | Honda  | +9.467    | 16     |
| 4   | Ben Spies        | Yamaha Factory Racing    | Yamaha | +20.562   | 13     |
| 5   | Andrea Dovizioso | Repsol Honda Team        | Honda  | +20.885   | 11     |
| 6   | Valentino Rossi  | Ducati Team              | Ducati | +30.351   | 10     |
| 7   | Nicky Hayden     | Ducati Team              | Ducati | +31.031   | 9      |
| 8   | Colin Edwards    | Monster Yamaha Tech 3    | Yamaha | +45.502   | 8      |
| 9   | Hector Barbera   | Mapfre Aspar Team MotoGP | Ducati | +51.549   | 7      |
| 10  | Hiroshi Aoyama   | San Carlo Honda Gresini  | Honda  | +1'08.850 | 6      |
| 11  | Karel Abraham    | Cardion AB Motoracing    | Ducati | +1'09.132 | 5      |
| 12  | Loris Capirossi  | Pramac Racing Team       | Ducati | 1 volta   | 4      |
| 13  | Toni Elias       | LCR Honda MotoGP         | Honda  | 1 volta   | 3      |